# Nieciecza
Nieciecza is een dorp in Polen in de gemeente Żabno in het district Tarnów. De plaats heeft 750 inwoners.
Uit Nieciecza komt de voetbalclub Termalica Niecieza die enkele seizoenen uit kwam in de Ekstraklasa, het hoogste niveau in Polen.